# Hot Dogs auf Ibiza
Hot Dogs auf Ibiza ist ein deutsch-französisches Filmlustspiel aus dem Jahre 1979 von Max Pécas.

## Handlung
Thomas, genannt „Cri-Cri“, hat die Nase voll von seinem eintönigen Job. Tag für Tag muss er an Pariser Haustüren klingeln und Klinken putzen, um im Auftrag seines Chefs, Monsieur Alfred Gomez, Bücher an den Mann zu bringen, die keiner haben will. Allenfalls die eine oder andere sexuell willige Hausfrau zerrt ihn in ihre vier Wände. Über einen Freund, der am nächsten Tag nach Ibiza fliegt, um dort als Animateur zu arbeiten, lässt er sich darauf ein, mitzukommen, um es ebenfalls in diesem Job zu versuchen. Bald knüpft er im Ferienclub zahlreiche Kontakte zur Damenwelt, und der Swimmingpool ist für ihn und diverse andere hormongeschwängerte Kerle ideales Jagdgebiet. Der Spaß droht jäh unterbrochen zu werden, als Cri-Cris ehemaliger Chef, dem er mit drastischen Worten seinen Abgang unter die Nase gerieben hatte, mit Frau und beider hübscher Tochter Eva im Urlausparadies einfliegt.
Auch andere Urlauber sorgen für Konfusion: Da ist zum Beispiel der stets nur Science-Fiction-Romane lesende Sohn des alten Schwerenöters Norbert, der unbedingt seinen Sohn für die schönen Oben-Ohne-Mädchen begeistern will, oder der schüchterne Deutsche Hans Kulpa, den man versehentlich mit einer hübschen, blonden, jungen Dame namens Claude in ein und dasselbe Apartment einquartiert hat. Der für dieses Filmgenre obligatorische, überdrehte (und in diesem Falle wuschelmähnige) Schwule, der hübschen Jungs nachstellt und dabei regelmäßig aufläuft, darf natürlich ebenfalls nicht fehlen. Während Thomas es seinem ehemaligen Chef, Monsieur Gomez, mit läppischen Streichen heimzahlen will, verliebt er sich in dessen hübsche Tochter Eva. Deren Eltern betreiben derweil munter Partnerwechsel. Am Ende ist aber alles wieder gut: Cri-Cri bekommt seine Eva und obendrein eine Zusatzwoche an ihrer Seite auf Ibiza.

## Produktionsnotizen
Die 33 Tage umfassenden Dreharbeiten zu Hot Dogs auf Ibiza fanden vom 2. Mai bis zum 8. Juni 1979 in Paris sowie auf Ibiza und Mauritius statt. Die Fertigstellung der deutschen Fassung des Films erfolgte Anfang September 1979, uraufgeführt wurde Hot Dogs auf Ibiza bereits am 26. September 1979 in Paris. Die deutsche Erstaufführung fand in drei deutschen Kinos (München, Köln, Düsseldorf) am 30. November 1979 statt.

## Kritik
„Ein mehr als dürftiger, verlogener Film, der sich wie eine Werbung für das ‚Potenz-Paradies‘ Ibiza ausnimmt.“